# Castillo de Bleijenbeek
El Castillo de Bleijenbeek (en neerlandés: Kasteel Bleijenbeek) se encuentra en la pequeña localidad de Bleijenbeek en la provincia de Limburgo en los Países Bajos. 
El castillo ha sido una ruina desde el bombardeo de los aliados el 21 y el 22 de febrero de 1945. 
Según el historiador del siglo XIX Abraham Jacob van der Aa, el castillo fue conocido por sus numerosos asedios realizados por los ejércitos de Güeldres y España. En 1580, el castillo fue sitiado por los rebeldes neerlandeses, pero fue defendido por el señor del castillo, Marten Schenk. Cuando el duque de Parma envió la caballería, el ejército sitiador tuvo que retirarse. En 1585, Schenk cambió de bando pasando a servir a las Provincias Unidas de los Países Bajos, y el castillo fue asediado y tomado por Marcus van Rije, el estatúder de Güeldres nombrado por el rey español en 1589. Permaneciendo en poder de los Países Bajos Españoles hasta 1708, cuando pasa al conde de Hoensbroech.